# 晋景公
晋景公（？—前581年），姬姓，名獳，一名據，是中国春秋時代諸侯國晋国的一位君主。為晉文公之孫、晉成公之子。於前599年繼其父晉成公在位，至前581年去世，共計十九年，之後由其子晉厲公繼位。晋景公曾在邲之戰被楚國打敗，使楚莊王成為霸主，不过晋景公亦曾攻败齐国。晉景公在晚年將國都由絳遷往新田（今山西侯馬），並改稱新絳。之後又發兵消除專政的趙氏家族，取得了公室對卿族的第一次勝利。

## 家世及即位
景公之父成公原本只是晉文公安置于成周的庶子，這本是驪姬之亂時所定的制度，即除國君繼承人外，其餘的兒子都不得留在國內。晉靈公于在位的第十四年（前607年）被當權的趙氏所弒後，成公被其迎回國內繼其侄兒之位，即晉成公。成公七年（前600年），成公在扈與諸侯會盟期間去世，其子獳即位，是為景公。

## 在位期間
景公即位前，晉國內部矛盾重重，趙盾專政並弒殺靈公的舉動破壞了文、襄時代的和諧氛圍，君臣之間猜忌重重，他又好結黨私營和排斥異己，令卿大夫之間也是互相勾心鬥角。對外方面，他貪賂失信，令各諸侯對晉國不滿，多有貳心，齊、秦、魯、鄭、宋、和陳、蔡等對晉只是陽奉陰違，反而試圖拉近與楚國的關係。已從三十五年前城濮之戰的失敗中恢復過來的楚國開始再度挑戰晉國的霸權，景公時代的晉國將為此付出代價。

### 邲之戰的失敗和對赤狄戰爭的成功
景公三年（前597年），楚莊王率師攻打親晉的鄭國，圍其都城新鄭三月之久。晉國以荀林父為中軍將救鄭，但荀林父根本指揮不了自己的軍隊，當時的軍隊中除荀林父外，尚有中軍佐先縠、中軍大夫趙括和趙嬰齊、上軍將士會、上軍佐郤克、上軍大夫鞏朔、韓穿、下軍將趙朔、下軍佐欒書及下軍大夫荀首與趙同共十二人，在這當中趙氏就佔去三分之一，再加上素來親趙的韓、郤兩家族，他們不聽主帥號令，自作主張的輕敵冒敵導致晉軍在邲之戰中大敗。荀林父回國後，請求以死謝罪，景公起先同意，但在士渥浊的勸諫下赦免他的過失，令他官復原職。
晉國的這次失敗，不僅遇到盟國背離，連赤狄也趁火打劫的多次侵襲晉國，邲之戰後一年，即景公四年（前596）赤狄與晉中军佐先縠相勾結連攻打晉國。二年後，赤狄中最強大的潞氏發生動亂，潞氏君主的夫人，同時也是景公之姐的伯姬被潞氏執政酆舒所殺。景公不滿，令荀林父率師滅潞氏，俘其君主嬰兒。次年又滅赤狄中的甲氏、留吁和鐸辰。由於對赤狄戰爭的勝利，令原有些頹勢的晉國的實力增強不少。
擊潰赤狄後，景公為顯示霸主地位和對狄戰爭的功績，將戰爭中俘虜的狄人獻給周天子。景公七年（前593年），荀林父去世，景公以士會繼任其中軍將之位，並兼任太傅，又請求周定王將禮物賜給他。同年，王室卿士王孫蘇與召氏、毛氏內鬥，王孫蘇逃亡到晉國。景公將王孫蘇送回，再派士會前往調和糾紛。士會受到周定王的款待，不久，回國後的士會以在王室學到的周禮治政，使得晉國政局相對穩定。

### 鞌之戰與晉楚爭霸
前592年，景公令郤克出使齊國請齊頃公參加會盟，郤克因腿有殘疾被齊國侮辱，回國請求發兵伐齊，景公多次拒絕。齊頃公獲悉後，改以大臣代為參與會盟，被晉國拒絕接見。同時，才幹了一年執政正卿的士會擔心郤克鬧事，就主動請辭，由郤克繼任。
郤克成為執政後次年，晉、衛聯軍攻齊，直逼齊國的陽穀（今山東陽穀附近）。等齊頃公與景公會盟，並讓公子強到晉作為人質後，方才退兵。齊國同晉國講和後，其親楚的近鄰魯國為防其來攻，便請楚國先發制人出兵伐齊，在此時楚莊王卻去世了，新繼位的楚共王因國喪而退兵。魯國為防齊國的侵襲，便同景公在赤棘結盟。一年後，齊國果然來攻，並攻下魯國的龍邑，並打敗援魯的衛軍，齊兵直入到衛國境內。魯、衛兩國趕緊向晉求救。景公同意發兵，命郤克為中軍將，士燮為上軍佐，欒書為下軍將，以八百乘軍力救援兩國。雙方於鞌大戰，齊軍戰敗。。鞌之戰大勝後，晉國起先對齊提出苛刻的條件，並要齊頃公之母蕭同叔子為人質。但在魯、衛的求情下，條件有所緩和。雙方於爰婁結盟，只要齊國將所佔的汶陽還給魯國了事。會後，魯成公親自在上鄍會見晉軍將士，並依等級不同賜給車服。鞌之戰的勝利也令晉國國勢再興，景公也由此再霸中原。
在晉國大敗齊國後，楚共王興全國之師，並聯合鄭、蔡、許等盟國攻打魯、衛為齊國復仇。魯、衛雙雙求和。楚國便邀魯、蔡、許、秦、宋、陳、衛、鄭、齊、曹、邾、薛和鄫等共計十四個諸侯在蜀（山東泰安東南）會盟。景公為與之抗衡，便向天子獻上齊國俘虜。並於景公十二年（前588年），聯合魯、宋、衛、曹等國伐鄭，以報復在邲之戰中的背叛行為。但晉軍東進鄭境時卻被鄭國設伏所敗。景公為緩和同楚國的矛盾，便與楚國互換戰俘。同年，景公挾鞌之戰大勝之威，命郤克與衛國聯軍將赤狄最後一部廧咎如翦滅，隨後又將原本的三軍擴充為六軍，以韓厥、趙括、鞏朔、韓穿、荀骓和趙旃為卿，以獎勵鞌之戰的勝利。晉國軍力的擴張，使得齊、魯兩國害怕，便先後到晉國朝聘。

### 遷都新絳
擴充六軍後，新的十二卿中趙氏佔有四席，再加上由趙盾收養和提拔的韓厥，再加上親趙的郤氏，趙氏的勢力在趙盾死後的十餘年內仍威脅著晉公室。郤克於景公十三年（前587年）去世，景公任命趙氏的政敵欒書為執政正卿，以打擊專權的趙氏勢力。在同年，趙氏內部也發生了內亂，趙盾之弟趙嬰齊與趙朔之妻，同時也是景公姐妹的莊姬通姦事發後，被其兄弟趙同、趙括驅逐而逃往齊國。趙莊姬向景公投訴趙同、趙括欲謀反。景公便於景公十五年（前585年）將國都從世卿勢力強盛的絳遷往新田（今山西侯馬），稱之為新絳。擺脫世卿勢力圈後，景公著手清除卿族勢力。於二年後，發兵圍趙氏老巢下宮，誅殺趙同與趙括，趙氏便一度中衰。這次事件被稱作“下宮之難”，是晉公室對卿族的第一次勝利。趙氏專權以後，國君吸取教訓改為重用同姓卿族，以此打擊異姓卿族的勢力。

### 聯吳制楚
景公十四年（前586年），被許靈公在楚共王面前誣告的鄭悼公決心親晉背楚，兩國遂在垂棘結盟。同年冬天，景公又邀請齊、魯、宋、衛、鄭、曹、邾及杞等國於蟲牢會盟，以顯示晉國的實力。但在一年後，晉國為拉攏同齊國的關係，要魯國將齊在鞌之戰後歸還汶陽之田再度退給齊國的興動令諸侯不滿。景公擔心諸侯背棄，便在蒲（今河南長垣與）同諸侯盟會，並邀吳國與會，但吳王壽夢並未前來。
在鞌之戰發生的那一年，楚國的申公巫臣攜夏姬來到晉國。景公十六年（前584年），其情敵令尹子重和司馬子反等人以此為由殺其族人，並分掉他的家產。巫臣甚怒，向景公獻聯吳制楚之計。在景公的同意下，他親自到吳國教吳人車戰，並唆使他們叛楚。從此之後，吳國開始對侵襲楚國，子重等人也由此陷入到“疲於奔命以死”的狀態。

### 生病與去世
景公十九年（前581年），晉國的聯吳制楚之計令楚國兩面受敵，疲於奔命，為了緩和形勢，便以賄賂收買鄭國。兩國遂在鄧結盟。鄭國又畏懼晉國的報復，由鄭成公親自去晉國朝見，結果被扣留為質。景公此時生病，晉國以太子州蒲代為君，聯合諸侯攻打鄭國。鄭國的子罕將宗廟裡的鍾獻給晉國，再由子駟為人質，才換回鄭成公。
景公生病之後，做了一個惡夢。醒來後召桑田巫詢問，巫師認為他將吃不到新麥了。不久，病情加重，便向秦國求醫。秦桓公派醫緩前來診治。在醫緩來之前，景公又夢到疾病變成二個小孩，一個說：“那人可是良醫呀，恐會傷到我，需要逃跑嗎？”另一個則說：“我們在肓之上，膏之下，他能將我們怎麼樣？”醫緩來後，直言景公已是病入肓膏無法醫治。景公認為他是良醫，並贈以厚禮護送回國。不久，景公想吃麥做的飯，令人獻上新麥，想到之前桑田巫曾預言自己吃不到新麥，於是把新麥展示給桑田巫看，示意桑田巫在胡說八道，并將其殺掉洩憤。正準備吃饭前感到腹胀，便上厕所，但却掉到粪坑中溺死。此時有個宦官夢見自己背著景公登天，於是在中午由他將景公從茅廁中背出來，並为他殉葬。

## 執政
在位期間執政為：荀林父、胥克、士會、欒書、先縠、趙朔、趙同、趙括、士燮、荀首、荀庚、郤錡、韓厥、鞏朔、韓穿、荀騅、趙旃。

## 家庭
- 父親：晉成公
- 姐妹：伯姬、趙莊姬（姊）
- 夫人：齐国之女。前586年，荀首去到齐国迎接齐女为君夫人，鲁国叔孙侨如在谷地给他馈送食物。[25]
- 兒子：晉厲公

## 影視作品

### 電視劇
| 年份 | 名稱               | 主演   |
| ---- | ------------------ | ------ |
| 2013 | 趙氏孤兒案         | 鄭昊   |
| 2019 | 忠孝節義之萬古流芳 | 紀麗如 |